# Fırat Aydınus
Fırat Aydınus (født 25. oktober 1973) er en tyrkisk fodbolddommer. Han har dømt internationalt under det internationale fodboldforbund FIFA siden 2006, hvor han er placeret i den europæiske dommergruppe. Han er indrangeret som kategori 2-dommer, der er det tredje højeste niveau for internationale dommere.
Sammem med dommerkollegaen Cüneyt Çakır blev Aydinus fra 2011 den første fuldtidsprofessionelle dommer i tyrkisk fodbold.
Ved siden af den aktive dommerkarriere arbejder Aydinus som geoingeniør.

## Kampe med danske hold
- Den 25. september 2009: Kvalifikation til EM for U17 landshold: Kroatien U17 – Danmark U17 2-1.
- Den 4. juni 2011: Kvalifikation til EM 2012: Island – Danmark.